# Pelargonium glechomoides
Pelargonium glechomoides är en näveväxtart som beskrevs av Achille Richard. Pelargonium glechomoides ingår i släktet pelargoner, och familjen näveväxter. Inga underarter finns listade i Catalogue of Life.